# 照喜名朝國
照喜名　朝國（てるきな ともくに、1972年1月5日 - )は、琉球古典音楽の三線奏者。父は同じく三線奏者である照喜名朝一。

## 経歴
沖縄県那覇市出身。8歳の時より、父から琉球音楽の指導を受ける。1988年、琉球新報社主催の琉球古典芸能コンクール新人部門を当時最年少で受賞。
2000年に沖縄県立芸術大学大学院を修了。同じ年、主要国首脳会議を記念して、外務省が沖縄文化を会議参加国に紹介するために実施した「沖縄芸能団北米公演」の団員として選ばれる。

## 賞歴
琉球古典芸能コンクール（琉球新報社）
- 第23回（1988年） - 新人賞(当時最年少)
- 第30回（1995年） - 優秀賞
- 第33回（1998年） - 最高賞
- 第35回（2000年） - 胡弓部門新人賞
- 第47回（2012年） - 胡弓部門優秀賞

沖縄タイムス芸術選賞
- 1997年度 - 太鼓部門新人賞